# Biuletyn Dolnośląski
Biuletyn Dolnośląski – wydawnictwo podziemne wychodzące we Wrocławiu w latach 1979–1990.

## Historia pisma
Pismo założone zostało 3 maja 1979 przez członków nowo utworzonego wrocławskiego Klubu Samoobrony Społecznej, współpracującego z KSS KOR. Redakcję tworzyli Henryk Lis, Janusz Łojek, Piotr Starzyński i Jan Waszkiewicz; pierwszy dziesięciostronicowy numer formatu A4 w nakładzie 500 egzemplarzy wydrukowany jednostronnie na powielaczu białkowym ukazał się w czerwcu tegoż roku. Zawierał deklarację programową KSS, komentarz redakcyjny i kilka innych tekstów.
W lipcu ukazał się numer drugi, który zawierał 19 stron (strona 20 była pusta), zadrukowanych już po obu stronach papieru i z dwa razy gęstszą niż pierwszy numer interlinią. Numer poświęcony był wizycie papieża Jana Pawła II w Polsce, w tym zawierał tłumaczenie artykułu Tadeusza Mazowieckiego „Druga twarz Europy” z francuskiego miesięcznika „Esprit” oraz reportaż Jana Waszkiewicza ze spotkania z Janem Pawłem II w Krakowie. Z uczestnictwa w zespole redakcyjnym zrezygnował od tego numeru Henryk Lis.
Nakład wakacyjnego numeru 3-4 (podwójnego, stron 27) z 1 sierpnia prawie w całości skonfiskowała Służba Bezpieczeństwa. Po tej wpadce wydrukowano go później ponownie oznaczając go dopiskiem „wydanie II”. Numer zawierał między innymi tekst tajnej klauzuli do paktu Ribbentrop-Mołotow, czyli dokumentu, o którym w czasach PRL nie wolno było ani pisać, ani mówić.
12 października wydany był czterostronicowy Dodatek Nadzwyczajny „Biuletynu Dolnośląskiego”, zawierający program wrocławskiego II Tygodnia Kultury Chrześcijańskiej, a 1 listopada kolejny, regularny już numer „Biuletynu”, liczący 38 stron; zawierał on w 1/3 swej objętości informacje o tematyce międzynarodowej, a także wiele tekstów publicystycznych. Zawarto tu także informację o zawiązaniu się we wrześniu 1979 Konfederacji Polski Niepodległej. W realizacji numeru nie uczestniczył już ciężko chory Janusz Łojek: zmarł 5 listopada a informację o jego śmierci dodano w ostatniej chwili do tego wydania „Biuletynu”.
Od grudniowego numeru „Biuletynu” (24 strony, z 1 grudnia z uzupełnieniami z 12 grudnia) nazwa wydawcy pisma została zmieniona na „Kooperatywa Wydawnicza Wyzwolenie”, a po raz pierwszy swój tekst opublikował Kornel Morawiecki, później wieloletni redaktor naczelny. Numer ten w znacznej części poświęcony był dziewiątej rocznicy Grudnia '70, a wydany dodatkowo dwustronicowy „dodatek nadzwyczajny” – ulotkę z kalendarium tamtych wydarzeń rozdawano 17 grudnia przed mszą we wrocławskiej archikatedrze.
W styczniu 1980 pojawił się w „Biuletynie” (24 strony, 1000 egz. nakładu) protest redakcji w sprawie dokonanej miesiąc wcześniej agresji ZSRR na Afganistan. Morawieckiemu, który usiłował uzyskać poparcie dla tego stanowiska w innych ośrodkach opozycyjnych w Polsce, zamierzenie się nie powiodło, dlatego oświadczenie w tej sprawie wydrukowane w „Biuletynie” było naówczas wydarzeniem odosobnionym – poparł go jedynie wrocławski KSS.
Od początku roku 1980 główny ciężar obowiązków związanych z redagowaniem i kolportażem pisma wzięli na siebie Kornel Morawiecki i Jan Waszkiewicz, wspierani przez Romualda Lazarowicza i Michała Wodzińskiego oraz rosnące grono współpracowników. Dwaj pierwsi stanowili trzon redakcji; Lazarowicz z Wodzińskim (od początku stanu wojennego – Lazarowicz sam) byli m.in. autorami „Biuletynka” – dwustronicowej części satyrycznej pisma, który pojawił się po raz pierwszy w lutym 1980.
W ciągu całego roku 1980 ukazało się 12 regularnych comiesięcznych wydań „Biuletynu” (ostatni miał 40 stron i nakład 5500 egz.) oraz 14 wydań nadzwyczajnych. Niektóre z wydań w 1980 drukowano w drukarni offsetowej w budynku oddziału Naczelnej Organizacji Technicznej przy ul. Świerczewskiego (dziś – Piłsudskiego) we Wrocławiu. W roku 1981 wyszło 9 wydań pojedynczych, jedno podwójne i jedno nadzwyczajne, a nakład pisma sięgał 10 tysięcy.
„Biuletyn Dolnośląski” ukazywał się przez wszystkie lata 80. – najmniej wydań wyszło w czasie stanu wojennego w 1982 – tylko cztery (za to w podwójnej objętości) i potem, w 1986 – dwa podwójne i dwa potrójne. W ostatnim roku, 1990, wydano 3 numery pisma. Ogółem wyszło ich 84 – pojedynczych, podwójnych i potrójnych (tych ostatnich ogółem siedem), nie licząc 25 wydań „nadzwyczajnych”. Ostatnie z 84 wydań „Biuletynu” nosiło numer kolejny 96 – wynikało to z braku konsekwencji w numerowaniu wydań łączonych – w latach 1979–1981 numerowano je łącznie (np. nr 3-4/1979), później jednak już nadawano im pojedynczy numer.

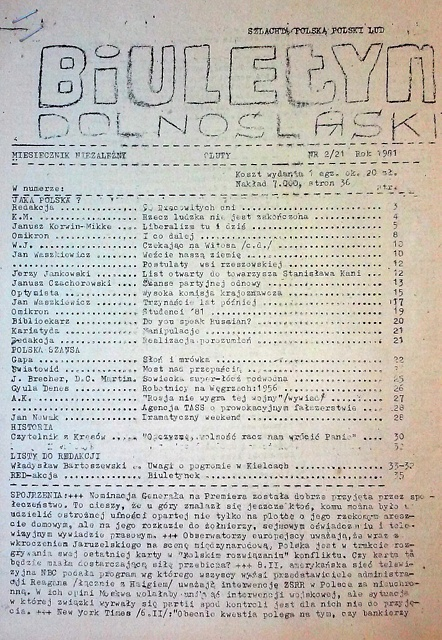
„Biuletyn Dolnośląski” z lutego 1981

Oprócz wymienionych już Morawieckiego, Waszkiewicza, Lazarowicza, Wodzińskiego, Mazowieckiego, Starzyńskiego, Łojka i Lisa w „Biuletynie” publikowali i współpracowali z redakcją m.in.: Piotr Bielawski, Jarosław Broda, Leszek Budrewicz, Roman Duda, Rafał Dutkiewicz, Paweł Falicki, Jacek Fedorowicz, Jerzy Filak, Aleksander Gleichgewicht, Krzysztof Grzelczyk, Stanisław Huskowski, Wojciech Myślecki, Jerzy Przystawa, Józef Tallat, Krzysztof Turkowski, Andrzej Wiszniewski.
Krąg osób skupionych wokół „Biuletynu Dolnośląskiego” stanowił trzon grupy organizującej na początku stanu wojennego Regionalny Komitet Strajkowy i jego biuletyn „Z Dnia na Dzień”.